# Coupe de Singapour de football 2025-2026
 (signalé en août 2025).
Si vous disposez d'ouvrages ou d'articles de référence ou si vous connaissez des sites web de qualité traitant du thème abordé ici, merci de compléter l'article en donnant les références utiles à sa vérifiabilité et en les liant à la section « Notes et références ».
- Archive Wikiwix
- Bing
- Cairn
- DuckDuckGo
- E. Universalis
- Gallica
- Google
- G. Books
- G. News
- G. Scholar
- Persée
- Qwant
- (zh) Baidu
- (ru) Yandex
- (wd) trouver des œuvres sur Wikidata

Navigation
Singapore Cup 2024-2025 Singapore Cup 2026-2027
La Coupe de Singapour de football 2025-2026 est la 26e édition de la Coupe de Singapour de football organisé par la Fédération de Singapour de football (FAS).
Le vainqueur participera à la Ligue des champions 2 2026-2027.

## Participants
La compétition est composé d'une phase de groupe dont les deux premiers se qualifient pour les demi-finales qui se jouent sur une confrontation aller-retour alors que la finale se joue sur un seul match. La compétition est composée des huit équipes de Singapore Premier League 2025-2026.

## Phase de groupe
Les huit équipes sont divisé en deux groupes de quatre, les deux premiers sont directement qualifié pour les demi-finales.

### Groupe A
| Rang | Équipe | Pts | J | G | N | P | Bp | Bc | Diff |
| ---- | ------ | --- | - | - | - | - | -- | -- | ---- |
| 1    |        | 0   | 0 | 0 | 0 | 0 | 0  | 0  | 0    |
| 2    |        | 0   | 0 | 0 | 0 | 0 | 0  | 0  | 0    |
| 3    |        | 0   | 0 | 0 | 0 | 0 | 0  | 0  | 0    |
| 4    |        | 0   | 0 | 0 | 0 | 0 | 0  | 0  | 0    |

### Groupe B
| Rang | Équipe | Pts | J | G | N | P | Bp | Bc | Diff |
| ---- | ------ | --- | - | - | - | - | -- | -- | ---- |
| 1    |        | 0   | 0 | 0 | 0 | 0 | 0  | 0  | 0    |
| 2    |        | 0   | 0 | 0 | 0 | 0 | 0  | 0  | 0    |
| 3    |        | 0   | 0 | 0 | 0 | 0 | 0  | 0  | 0    |
| 4    |        | 0   | 0 | 0 | 0 | 0 | 0  | 0  | 0    |

## Phase finale
|  | Demi-finales | Demi-finales | Demi-finales | Demi-finales |   |   | Finale | Finale | Finale | Finale |
|  |              |              |              |              |   |   |        |        |        |        |
|  |              |              |              |              |   |   |        |        |        |        |
|  | 0            | 0            | -            | -            |   |   |        |        |        |        |
|  | 0            | 0            | -            | -            |   |   |        |        |        |        |
|  | 0            | 0            | -            | -            |   |   |        |        |        |        |
|  | 0            | 0            | -            | -            | 0 | 0 | -      | -      |        |        |
|  |              |              |              |              | 0 | 0 | -      | -      |        |        |
|  |              |              | 0            | 0            | - | - |        |        |        |        |
|  | 0            | 0            | 0            | 0            | - | - | -      | -      |        |        |
|  | 0            | 0            |              |              |   |   |        | -      |        |        |
|  | 0            | 0            | -            | -            |   |   |        |        |        |        |
|  | 0            | 0            | -            | -            |   |   |        |        |        |        |